# Pombo-de-leque

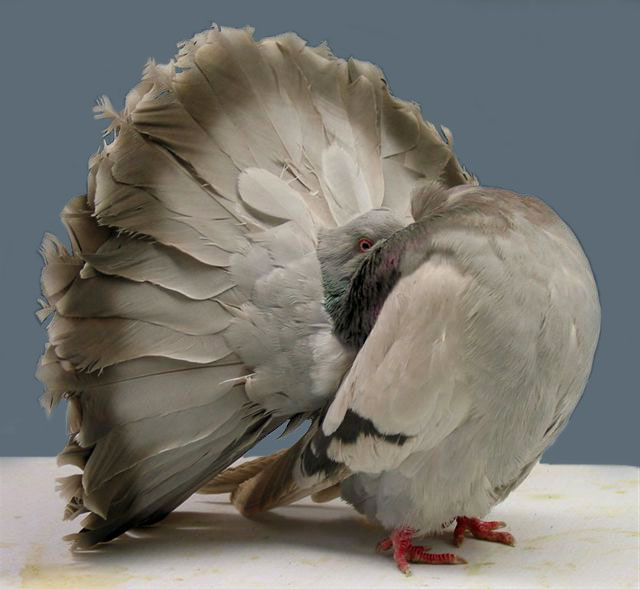
Um Pombo-de-leque

O pombo-de-leque também conhecido como pombo-cauda-de-leque (ou simplesmente cauda-de-leque) é uma raça ornamental de pombo que se caracteriza pela plumosa e extensa cauda, a qual se abre em leque, como a cauda de um pavão.

## Descrição
Esta raça de pombos ornamentais pauta-se pela cauda em leque, composta por tufos de de 30 a 40 plumas, característica emblemática esta que destoa da maioria das raças da família dos columbídeos, que costumam só ter entre 12 a 14 plumas no rabo.
Não se sabe ao certo onde poderá ter originado esta raça, havendo inúmeras teorias que rastreiam os primórdios desta raça nos mais variegados pontos do planeta, desde o Paquistão, passando pela Índia, China, Japão ou mesmo Espanha.

## História
Esta raça de pombo foi apontada como exemplo, por Charles Darwin, no primeiro capítulo da sua obra «A Origem das Espécies». Darwin defendia que os pombos-de-leque eram descendentes dos pombos-comuns (Columba livia).
| “                 | «O pombo rabo-de-leque tem a cauda formada por trinta ou quarenta penas, em vez de doze ou catorze, como os demais membros de sua grande família; e essas penas formam um leque tão amplo e eriçado que, em aves mais puras, a cabeça e a cauda se tocam e a glândula oleífera é atrofiada. Outras linhagens menos distintas poderiam ser mencionadas.» | ” |
| — Charles Darwin, | |   |